# Wezel (België)
Wezel is een kerkdorp dat gelegen is op het grondgebied van de Kempense gemeenten Mol en Balen. Men spreekt over Mol-Wezel en Balen-Wezel. Balen-Wezel staat bekend om de Nyrstar-fabriek en het recreatiegebied Keiheuvel waar een natuurgebied van 60 ha, recreatie voor de kinderen en ook een vliegveld aanwezig is. Dit laatste is geschikt voor kleinere vliegtuigen. Men kan er een luchtdoop maken met een zweefvliegtuig. De Keiheuvel is eens per jaar ook het toneel van een motorcross-wedstrijd. Het Molse deel van Wezel telde op 31 december 2024 2903 inwoners, het Balense deel 2113 inwoners op 31 december 2007.

## Geschiedenis
In de Middeleeuwen bestond de Wezelse Hoeve die ver vóór 1300 reeds in bezit van de Priorij van Postel kwam. Omstreeks 1500 kwam de hoeve onder het bestuur van Mol. Het goed werd door de Abdij in de 16e eeuw opgesplitst in een kleine hoeve en de oorspronkelijke hoeve. Vóór 1725 werd de Nieuwe Hoeve gesticht en in de 18e eeuw ook de Rauwse Hoeve, van waaruit later Rauw is gesticht. 
Het huidige dorp is ontstaan aan het einde van de 19e eeuw toen de zinkfabriek Vieille Montagne (het huidige Nyrstar) zich in 1889 kwam vestigen op de  heidegronden te Balen nabij de grens met Mol. De fabriek bouwde een arbeiderswijk die op het grondgebied van de gemeente Balen lag en een bediendenwijk die op het grondgebied van de gemeente Mol lag. Kerkelijk hing het gebied in het begin af van de Molse parochie Rauw. Omstreeks 1900 ging Wezel een eigen parochie vormen omdat de afstand tot de kerk van Rauw te groot was voor het merendeel van de inwoners. Vieille Montagne eiste dat de kerk in de bediendenwijk te Mol zou gebouwd worden. Om ervoor te zorgen dat de gemeente Balen zou meebetalen, bepaalde de fabriek ook dat de gemeente Balen eigenaar zou worden van de kerk en pastorij. Tot op de dag van vandaag is deze regeling van kracht: de gemeenten Balen en Mol betalen de kosten voor onderhoud van kerk en pastorij in verhouding tot het aantal Wezelse inwoners in beide gemeenten.
Na de Eerste Wereldoorlog diende de zinkfabriek een aanvraag in om het volledige dorp af te splitsen van Balen en Mol en om een zelfstandige gemeente te vormen onder de naam Wezel. Deze aanvraag werd echter geweigerd zodat Wezel nog steeds een aaneengesloten dorp vormt binnen de 2 gemeenten.
Een tweede fabriek, die in 1881 haar poorten opende, was de springstoffenfabriek La Forcite. In 1920 werd deze fabriek overgenomen door Poudreries Réunies de Belgique (PRB). Toen België in 1940 werd bezet, werd de fabriek aanvankelijk stilgelegd. Weldra echter werd het springstoffengedeelte gesplitst in een gedeelte dat TNT verwerkte, en een gedeelte dat dynamiet produceerde. Het laatste stond onder Duits militair bevel. Toen het bedrijf aldus weer werd opgestart vond in het TNT-gedeelte een zware ontploffing plaats, waarbij de meeste gebouwen werden vernield. Er waren 23 doden op het fabrieksterrein en 27 daarbuiten te betreuren. Na de bevrijding nam de productie sterk toe en werden ook bestrijdingsmiddelen geproduceerd onder de naam Omnichem.
In mei 1975 was er wederom een zware ontploffing. Vier treinwagons met 70 ton TNT vlogen in de lucht en zorgden voor een enorme materiële schade en meerdere gewonden. Doordat enkele werknemers treinwagons loskoppelden en wegduwden, werd erger voorkomen. PRB ging failliet in 1990.
De vervuilde bedrijfsgronden, eigendom van BALIM, bijna 350 ha, werden vanaf 2002 gesaneerd en ingericht als bedrijfsterrein.

## Bezienswaardigheden

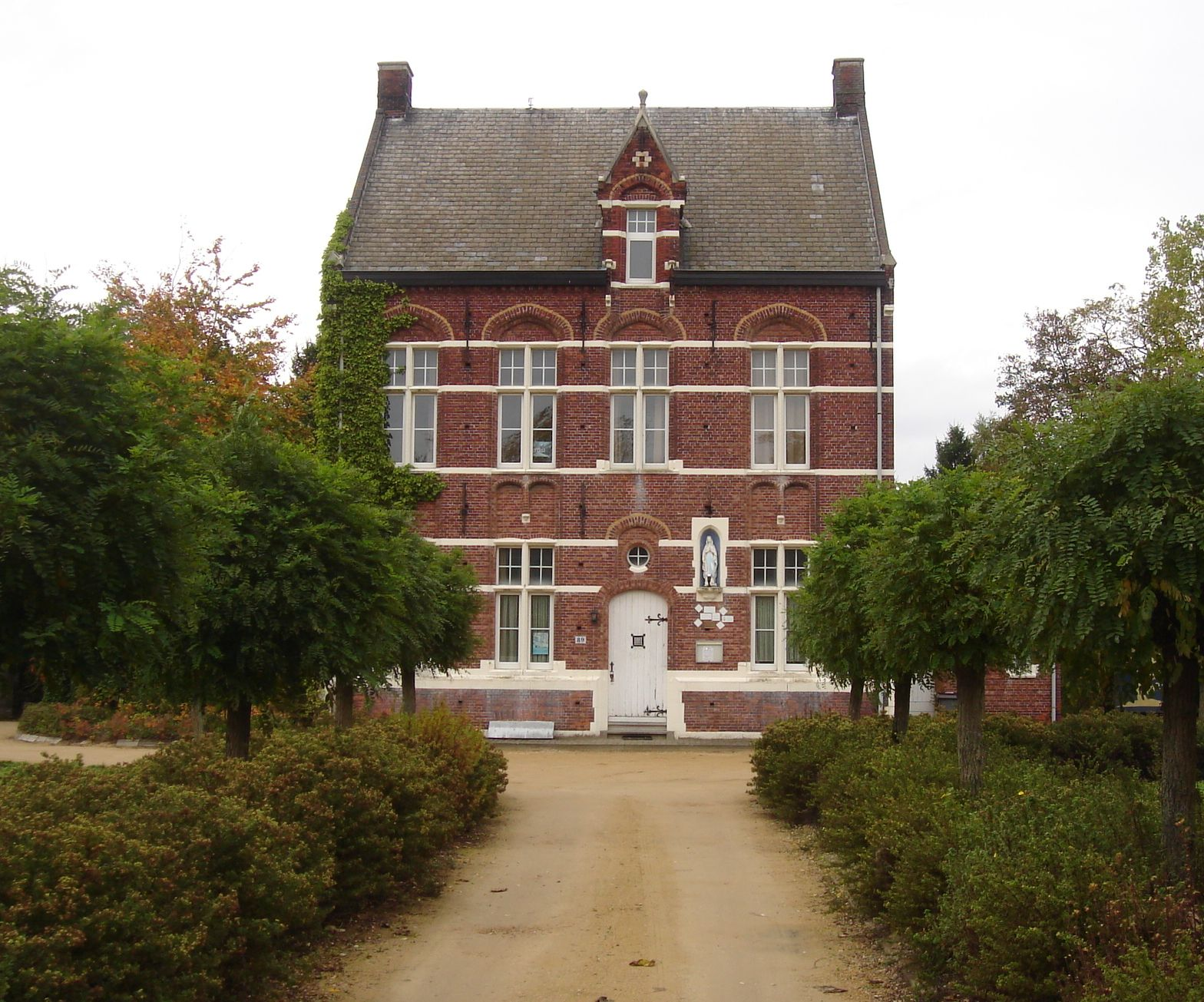
Pastorie

- De Sint-Jozefskerk is een neogotische bakstenen kruisbasiliek uit 1904. De toren is versierd met speklagen van witte zandsteen. Zowel de kerk als de pastorij werd ontworpen door provinciaal bouwheer Jules Taeymans (1872-1944).
- Het Kasteel van Wezel

## Natuur en landschap
Wezel ligt aan het Kanaal naar Beverlo. De Molse Nete stroomt ten zuiden van het dorp, en ten zuiden daarvan ligt het Provinciaal Recreatiedomein Keiheuvel. De 60 ha natuurgebied binnen dit domein omvat naaldbos, heide en stuifzandgebied. Aansluitend is het natuurgebied De Most. Dit meet 240 ha en bevat, naast naaldbos en heide ook vochtiger delen met wei- en hooilanden langs de Grote Nete. Naast buizerd, boomvalk en ransuil komen ook zeldzaamheden als duinpieper, tapuit, en kleine plevier in dit gebied voor.

## Sport
- Voetbal : Wezel Sport
- Tennis  : Koninklijke Wezel Tennisclub
- Fitness : GT Keiheuvel
- Zweefvliegen : Kon. Aeroclub Keiheuvel

## Nabijgelegen kernen
Gompel, Rauw, Gerheide, Balendijk, Kerkhoven